# Kamienka (Stará Ľubovňa)
Kamienka (in ungherese Kövesfalva, in tedesco Stein, in polacco Kamjonka) è un comune della Slovacchia facente parte del distretto di Stará Ľubovňa, nella regione di Prešov.